# Aleksandr Fëdorovič Volčkov
Aleksandr Fëdorovič Volčkov (in russo Алекса́ндр Фёдорович Волчко́в?; Pustyn, 10 agosto 1902 – 1978) è stato un giurista e militare sovietico, giudice al processo di Norimberga.
Colonnello dell'Armata Rossa, prestò servizio nella giustizia militare e presso le rappresentanze diplomatiche. Fece parte del collegio giudicante al processo di Norimberga, come membro sostituto di Iona Timofeevič Nikitčenko, in rappresentanza dell'URSS.